# Ocicat
L'ocicat è una razza felina che ricorda nell'aspetto il gatto selvatico, ma è stata ottenuta esclusivamente con l'accoppiamento di gatti domestici.

## Storia
Il primo esemplare di Ocicat nacque nel 1964 Berkley, Michigan quando Virginia Daly, un'allevatrice, che fece accoppiare una gatta siamese chocolate ed un abissino con l'obiettivo di ottenere un Siamese Tabby point. Da questa cucciolata nacque un cucciolo maschio dal mantello avorio e le macchie dorate, chiamato Tonga. Il cucciolo venne venduto come animale da compagnia, con obbligo di sterilizzazione, ad uno studente di medicina. L'unicità del cucciolo attirò l'attenzione del giornale locale e di un noto genetista che, convinto potesse trattarsi di una razza egiziana ormai scomparsa e all'oscuro dell'esistenza dell'Egyptian Mau, convinse Daly a far accoppiare nuovamente la sua femmina, Dalai She, con il padre di Tonga. Da quest'unione nacquero altri cuccioli simili a Tonga che vennero chiamati Oci-Cat per la loro straordinaria somiglianza all'ocelotto. In quel periodo, negli Stati Uniti, c'era un grande interesse per le razze feline rare ed esotiche e questo spinse Daly a partecipare ad un'esposizione, partecipando nella categoria delle razze rare e varietà non riconosciute. Grazie al successo ottenuto, altri allevatori si interessarono alla razza, iniziando a diffonderla e ad arricchirla incrociando l'ocicat con l'American Shorthair. Questo contribuì al rafforzamento della taglia e alla creazione del manto color argento. L'ocicat fu ufficialmente riconosciuto nel 1984 dal CFA e successivamente anche dalle altre associazioni.

## Descrizione

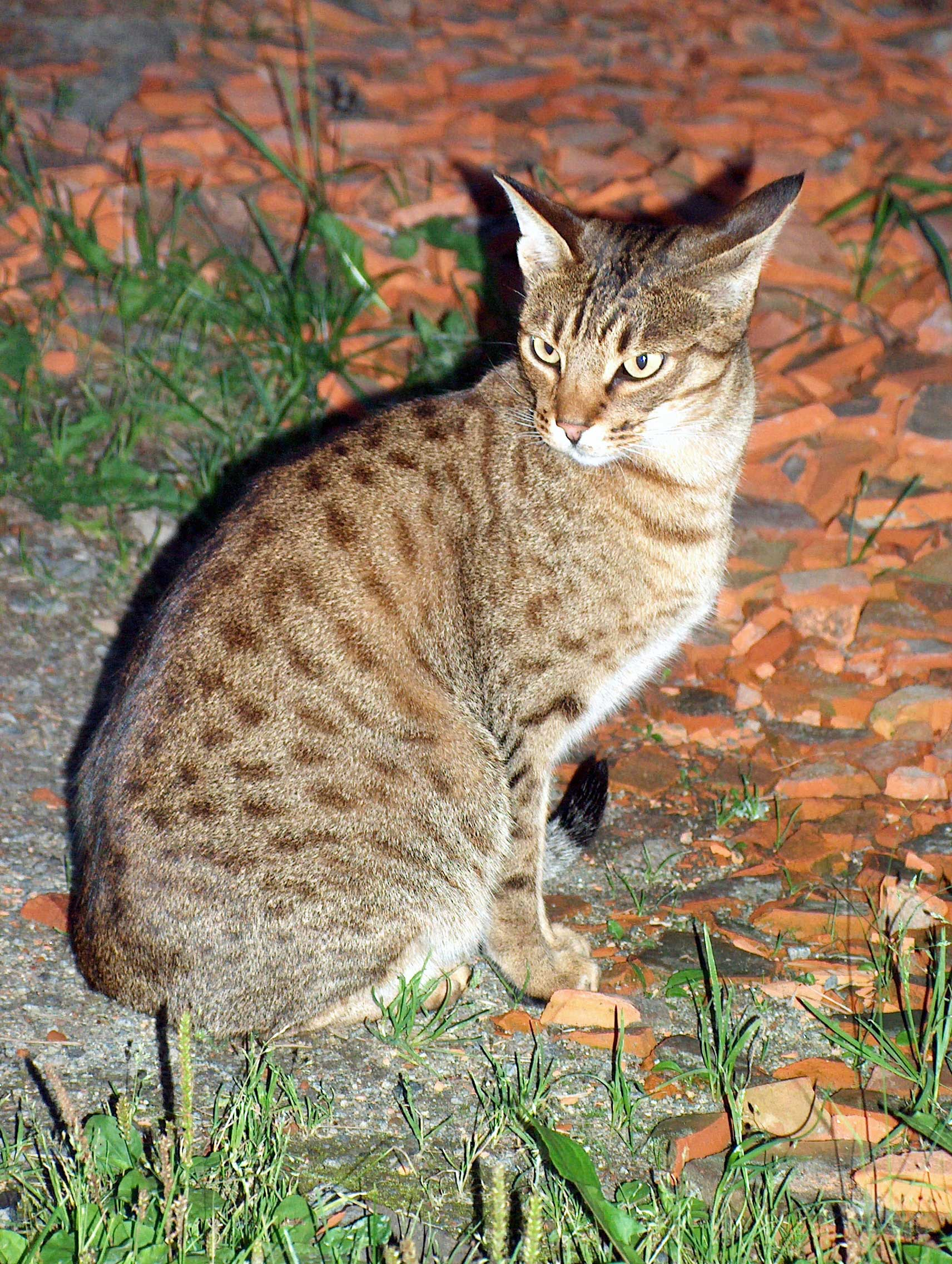
Ocicat a riposo con le tipiche macchie dorate.

È un gatto a pelo corto con un peso che varia sensibilmente tra maschi e femmine. I maschi oscillano tra 5-7 kg, mentre le femmine tra i 3-4 kg. Molto longevo, l'aspettativa di vita è di circa 15-18 anni. È un gatto robusto ed ha un'ossatura ed una muscolatura massiccia, ma con movenze atletiche ed eleganti.

### Corpo
Il corpo è di taglia medio-grande, allungato, solido e muscoloso, ma agile e atletico, con una gabbia toracica ben sviluppata. La parte posteriore è dritta, i fianchi sono piatti. Le gambe sono di media lunghezza e muscolose, le zampe sono ovali. La coda è piuttosto lunga e snella, mediamente spessa e si assottiglia solo leggermente fino a una punta scura. La coda deve presentarsi inanellata.

### Testa
La testa è triangolare dai contorni arrotondati, con una leggera curva tra le guance e il muso. Il profilo ha una dolce curvatura verso l'alto dal ponte del naso alle sopracciglia. Il muso è largo e di buona lunghezza, è chiaramente definito e leggermente quadrato. I baffi sono moderati e non troppo pronunciati. Il mento e la mascella inferiore sono saldi.

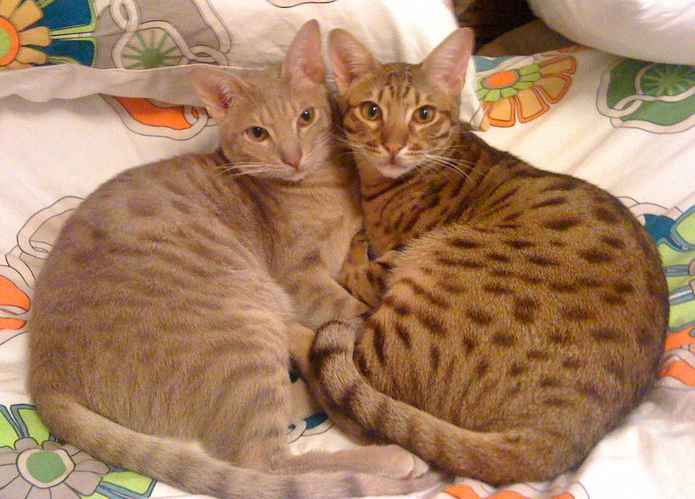
Esemplari dal mantello lavander (destra) e chocolate (sinistra)

### Occhi
Gli occhi sono grandi e a forma di mandorla, leggermente inclinati verso il basso e le orecchie. Sono separati tra di loro per una lunghezza superiore ad un singolo occhio. Il colore degli occhi deve corrispondere al colore del mantello, sono ammessi tutti i colori come il verde e il colore ambra, preferibili in tonalità intense. L'unico colore non accettato è il blu.

### Orecchie
Le orecchie sono di medie dimensioni e con una leggera inclinazione, né alte né basse. Sono apprezzati i ciuffi auricolari.

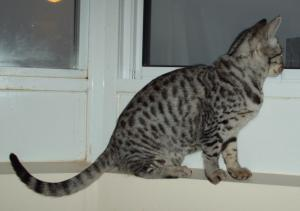
Esemplare dal mantello silver

### Mantello e colori
La pelliccia è fine, liscia e satinata, con riflessi lucidi priva di sottopelo. Il mantello deve essere maculato con i punti grandi e rotondi che devono formare file lungo la colonna vertebrale e scendere sulle zampe il più possibile. Le macchie sono disposte sotto forma di rosette sui fianchi. Ogni pelo, a eccezione di quelli della coda, deve portare diverse strisce di colore. Tutti i colori devono essere netti e gradevoli. La maculatura del mantello deve essere ben visibile, con una tipica "M" sulla fronte. Sono permessi dodici colori diversi: brown, chocolate, blue, lilac, fawn, cinnamon, Silver, chocolate Silver, blue Silver, lilac Silver, fawn Silver, cinnamon Silver.

## Carattere
L'ocicat è un gatto intelligente al quale è facile far apprendere le regole della casa. Non amano stare in posti troppo ristretti o avere porte chiuse, al punto da imparare ad aprirle se necessario. È particolarmente vivace e giocherellone da cucciolo, con l’età adulta si calma ma mantiene comunque un'inesauribile energia e la potenza atletica. L'ocicat è molto legato agli esseri umani, ma sviluppa un'affezione speciale con un solo individuo arrivando a seguirlo ovunque in giro per casa. Adora essere accarezzato e gratificato, è un felino che prende i rimproveri molto seriamente capendo quando viene fatto qualcosa di sbagliato. Nonostante la sua energia, non è un gatto che solitamente combina guai in maniera intenzionale, ma possono capitare incidenti durante una delle sue corse o un gioco particolarmente irruento. È un gatto socievole e solitamente manifesta un grande interesse verso gli estranei, impiegando poco tempo a fare amicizia e a richiedere attenzioni e carezze. È un gatto che soffre particolarmente la solitudine, ama molto la compagnia degli altri animali, non necessariamente felini. Viene considerato "un cane nel corpo di un gatto" in quanto può essere addestrato a rincorrere una pallina, camminare al guinzaglio con la pettorina, rispondere quando chiamato, a sedersi, a stendersi e ad altri comandi usati per i cani.

## Cure ed alimentazione
L'ocicat non richiede particolari attenzioni se non quelle abituali come la spazzolatura del pelo e la pulizia degli occhi. È un gatto robusto e non ha particolari necessità veterinarie. Gli adulti mangiano due volte al giorno, mentre i cuccioli hanno bisogno di mangiare più volte al giorno. Va prestata una particolare attenzione al suo appetito: è un gatto che si nutre di tutto ciò che trova a disposizione.